# مطثية متناقضة
مطثية متناقضة[بحاجة لمصدر] (الاسم العلمي:Clostridium absonum) هي نوع من البكتيريا يتبع جنس المطثية من الفصيلة المطثاوية.